# Província de Tata
La província de Tata (àrab: إقليم طاطا, iqlīm Ṭāṭā; amazic: ⵜⴰⵙⴳⴰ ⵏ ⵜⴰⴹⴰ, tasga n Taḍa) és una de les prefectures del Marroc, fins 2015 part de la regió de Guelmim-Es Semara i actualment de la de Souss-Massa. Té una superfície de 25.925 km² i 117.841 habitants censats el 2014. La capital és Tata.
La província de Tata fou creada en 1977 – dahir n.1-77-228 del 18 de juliol per desmembrament de la província de Tiznit.

## Divisió administrativa
La província de Tata consta de 4 municipis i 16 comunes:
| Entitats                         | Població (2 Set. 1994) | Població (2 Set. 2004) |
| -------------------------------- | ---------------------- | ---------------------- |
| Tata (M)                         | 12.549                 | 15.239                 |
| Akka (M)                         | 6.519                  | 7.102                  |
| Fam El Hisn (M)                  | 7.040                  | 7.089                  |
| Foum Zguid (M)                   | 9.903                  | 9.630                  |
| Adis                             | 5.843                  | 5.916                  |
| Aguinane                         | 2.976                  | 2.923                  |
| Ait Ouabelli                     | 3.203                  | 2.776                  |
| Akka Ighane                      | 6.832                  | 6.725                  |
| Allougoum                        | 7.797                  | 8.490                  |
| Ibn Yacoub                       | 3.011                  | 2.934                  |
| Issafen                          | 4.327                  | 4.002                  |
| Kasbat Sidi Abdellah Ben M'Barek | 6.738                  | 7.012                  |
| Oum El Guerdane                  | 3.411                  | 3.988                  |
| Tagmout                          | 5.004                  | 4.751                  |
| Tamanarte                        | 7.551                  | 7.217                  |
| Tigzmerte                        | 4.351                  | 4.110                  |
| Tissint                          | 10.182                 | 9.927                  |
| Tizaghte                         | 4.756                  | 4.490                  |
| Tizounine                        | 2.327                  | 2.231                  |
| Tlite                            | 4.978                  | 5.066                  |
| Total                            | 119.298                | 121.618                |

## Evolució demogràfica
| 119.298                         | 121.618 | 117 841 |
| 1994, 2004, 2014 : cens oficial |         |         |